# Giovanni Gandelli
Giovanni Gandelli – detto Nino - (fl. XX secolo) è stato un calciatore italiano, di ruolo mediano.

## Carriera

### Giocatore
Nel primo campionato disputato dalla Cremonese, allora in maglia biancolilla, con stemma a forma di litro di vino, quella che giocava nel campo a San Rocco, Gandelli è stato l'allenatore-giocatore, subendo un incidente nel primo storico incontro disputato e perso a Varese il 7 dicembre 1913; in precedenza aveva giocato nel Servette in Svizzera.

### Allenatore
Ha allenato la Cremonese coadiuvato dal dirigente Enzo Gaetani.

## Palmarès
- Promozione: 1

Cremonese: 1913-1914